# Inveruno
Inveruno település Olaszországban, Lombardia régióban, Milánó megyében. Lakosainak száma 8436 fő (2023. január 1.). Inveruno Arconate, Busto Garolfo, Cuggiono, Ossona, Buscate, Casorezzo és Mesero községekkel határos.

## Népesség
A település lakossága az elmúlt években az alábbi módon változott:
| Lakosok száma | 8664 | 8608 | 8605 | 8436 |
|               | 2013 | 2017 | 2018 | 2023 |